# Barsuki (rejon orszański)
Barsuki (biał. Барсукі; ros. Барсуки, Barsuki) – wieś na Białorusi, w obwodzie witebskim, w rejonie orszańskim, w sielsowiecie Wysokaje.
Barsuki położone są pomiędzy liniami kolejowymi Moskwa – Brześć oraz Witebsk – Orsza.